# Cementerios de Managua

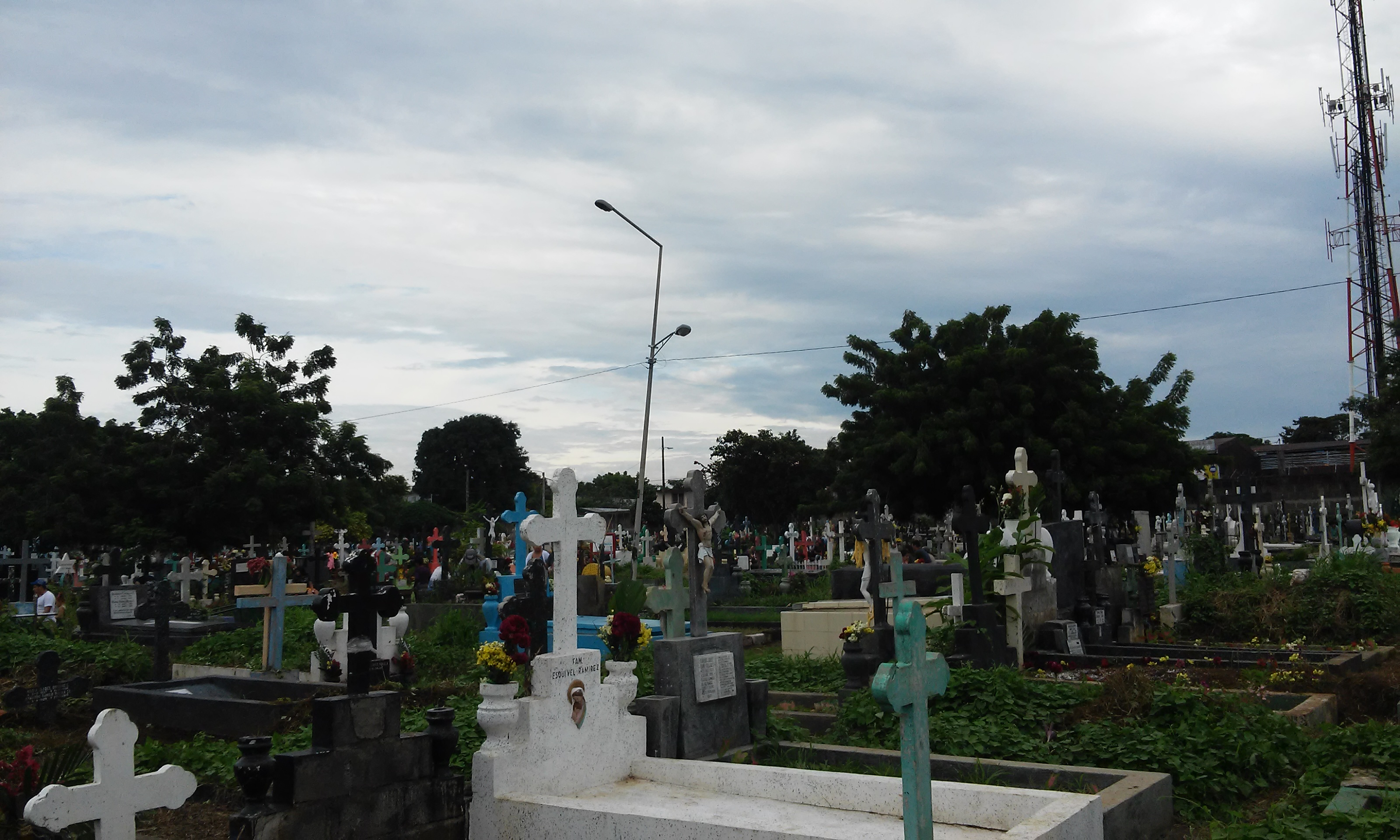
Cementerio occidental de Managua en 2016

Managua es una ciudad en constante cambio y después del terremoto de 1972, su población creció aceleradamente, debido a constantes inmigraciones de los departamentos y zonas rurales hacia la ciudad, en busca de mejores condiciones de vida. Dos de los cementerios más grandes de la ciudad fueron clausurados por disposición del concejo municipal de Managua por encontrarse totalmente saturados. Debido a esto la situación de los cementerios de la Capital de Nicaragua, es crítica. Sumado a esto las condiciones inadecuadas y la inseguridad que existe en los mismos, están convirtiendo a los cementerios privados en una de las soluciones inmediatas para los capitalinos.

## Los cementerios reflejan la historia de la ciudad y sus personajes
Existen tres cementerios históricos:

### Cementerio San Pedro
Fundado en 1866, tiene un significado especial por ser el primer cementerio que existió en Managua y donde descansan los restos de importantes personajes de su historia, como el General José Santos Zelaya López, presidente de Nicaragua desde 1893 hasta 1909, Don Marcial Solís Guerra, destacado abogado del municipio, fue alcalde de Managua y el primero que mandó a nominar las calles y casas de la población y fue el primero que estableció una empresa funeraria, acabando con el único sistema de conducir en hombros las cajas mortuorias hacia el cementerio, entre otras personalidades. Por esta razón, el alcalde de Managua lo declaró Museo Histórico y Patrimonio Cultural de la Nación. 

### Cementerio Occidental
Fundado en 1922, se cerró oficialmente en el año 2004 porque el camposanto se encuentra saturado y ya no hay espacio para nuevos deudos, ahí se encuentran las tumbas de ilustres ciudadanos como Pedro Joaquín Chamorro Cardenal, René Schick Gutiérrez.

### Cementerio Oriental
Fundada en 1959. Además de la saturación, el cementerio Oriental se inundó por completo en octubre-noviembre de 1998, producto del huracán Mitch, lo que aceleró la decisión de la comuna de cerrar de forma permanente sus puertas en 1999. En el cementerio Oriental están enterrados cientos de héroes y mártires de la revolución sandinista, como el héroe de San José de las Mulas.

## La saturación y la insuficiencia de lotes en los cementerios municipales
De acuerdo a un estudio elaborado por el Sr. José Adams Sandoval de la dirección de Urbanismo de la alcaldía de Managua, señala que entre las causas que llevaron a la saturación de los cementerios públicos de Managua, están las guerras civiles y los desastres naturales ocurridos en las últimas décadas.
En Managua la mayoría de los cementerios son considerados ilegales o espontáneos y no cumplen con los requisitos mínimos de construcción y normas de higiene. Por tal razón presentan diversos tipos de problemas como: vandalismo, inundaciones, problemas de desagüe, el aislamiento del centro de la ciudad de las fuentes de agua y electricidad.
Mientras tanto, las iniciativas de los ciudadanos están siempre en la búsqueda que el alcalde adquiera uno o dos sitios para el mismo número de cementerios en el sur, oeste y noroeste de Managua.
En 2010, la Comisión de Servicios Públicos del Ayuntamiento Capitalino presentó el proyecto para construir dos nuevos cementerios: uno en el Sur del barrio Camilo Ortega, otro Tierra Santa, el cementerio municipal de Villa Libertad

## La solución de cementerios privados
Frente a las dificultades de la administración y como en muchas ciudades de Nicaragua y América Central, están surgiendo cementerios privados que a pesar de que tienen un mayor costo, ofrecen muchos beneficios importantes tales como: mantenimiento regular, vigilancia, seguridad y sobre todo, un servicio de mejor calidad.
En la capital se distinguen tres cementerios privados: Jardines del Recuerdo, Sierras de Paz y el cementerio de El Carmen.

### Jardines del Recuerdo
El lado excéntrico de Ticuantepe, primer cementerio privado, ofrece mucho espacio, pero es un concepto reservado para la clase alta.

### Sierras de Paz
Reservado para las clases más acomodadas, está situado en el camino viejo a Santo Domingo.

### Cementerio de El Carmen
Ubicado en las Lomas del Sur de Managua y a pesar de los difíciles días de acceso en tiempo de lluvias, es una buena opción para el centro de la clase media.